# Wantijpop

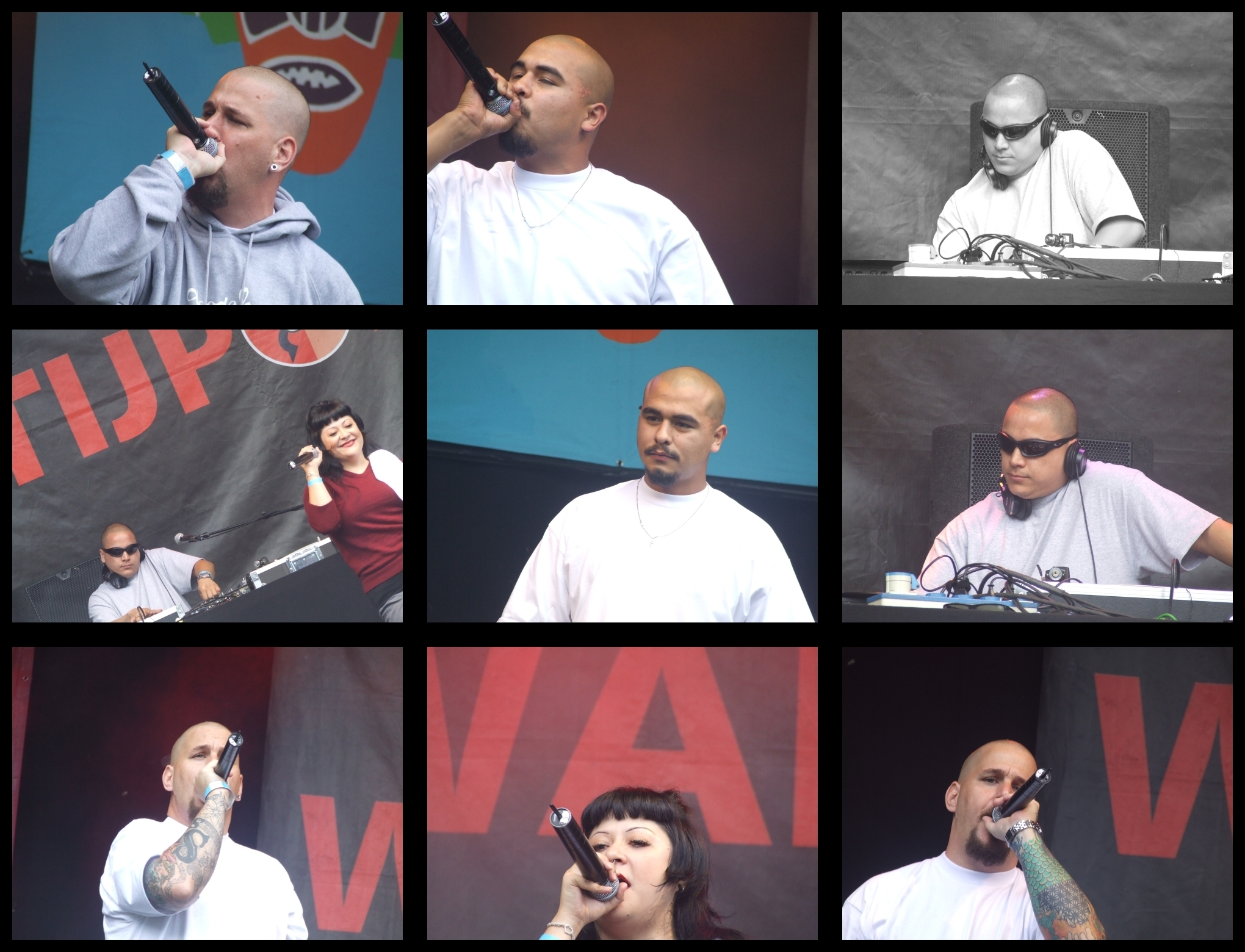
In 2007 trad de Amerikaanse hiphopgroep 'Delinquent Habits' op bij Wantijpop.

Wantijpop is het jaarlijkse muziekfestival in het Wantijpark in de stad Dordrecht, in de Nederlandse provincie Zuid-Holland. Het festival wordt al vanaf 1995 georganiseerd. Eerst door stichting Popprojecten en vanaf 2012 door BOD Events uit Dordrecht. Op dit openluchtfestival staan naast (inter)nationale artiesten ook veel regionale bands en treden er bijvoorbeeld winnaars op van verschillende regionale muziekcompetities. De muziek varieert van hiphop tot folk en pop en van rock tot blues en singer-songwriter. Naast muziek is er ook een jeugdprogramma met theater en workshops en verzorgen lokale restaurants de catering. Sinds 2017 vindt op de vrijdag voor Wantijpop het evenement Live at Wantij plaats.  